# Фридрих фон Алефелд
Фридрих I фон Алефелд (на немски: Friedrich von Ahlefeldt; * 1623 в Согаард, Дания; † 7 юли 1686 в Копенхаген) е граф на Алефелд, господар на Риксинген-Лангеланд и Маримонт, политик на датска служба.
Той е от благородническия род Алефелд от Холщайн, син на граф Фридрих фон Алефелд (1594 – 1657) и съпругата му Бригита фон Алефелд (1600 – 1632).
Той последва своя тъст Кристиан фон Рантцау през 1657 г. като дипломат на датска служба и през 1663 г. като щатхалтер на Шлезвиг и Холщайн и същата година получава „Елефантския орден“. На 14 декември 1665 г. във Виена император Леополд I го издига на личен имперски граф. Заедно с Детлев фон Алефелд той е пратеник в Берлинския двор и сключва съюз с Курфюрство Бранденбург против Швеция. При датския крал Кристиан V той е таен съветник и 1676 – 1686 г. кралски канцлер.
Той умира на 7 юли 1686 г. в Копенхаген.

## Фамилия
Фридрих I фон Алефелд се жени на 26 декември 1657 г. за Маргарета Доротея фон Рантцау (* 8 март 1641; † 16 август 1665), дъщеря на дипломата Кристиан фон Рантцау (1614 – 1663) и Доротея фон Ранцау (1619 – 1662). Те имат децата:
- Кристиана (* 11 април 1659; † 2 февруари 1695), омъжена на 28 юли 1680 г. в Гравенщайн за граф Фридрих Лудвиг фон Насау-Отвайлер-Саарбрюкен (1651 – 1728)
- Доротея Фридерика (* 16 декември 1660; † 16 ноември 1698), омъжена септември 1686 г. за доведения си брат граф Йохан Фридрих фон Лайнинген-Дагсбург-Харденбург (1661 – 1722)
- Фредерих (* 21 април 1662; † 10 юни 1708). женен I. за датската принцеса Кристиана Гилденльове (1672 – 1689), II. на 3 януари 1695 г. за графиня Армгард Маргрета Ревентлов (1679 – 1709)
- Кристиан (1663; † 1686)

Фридрих I фон Алефелд се жени втори път на 1 декември 1668 г. в Емихсбург за графиня Мария Елизабет фон Лайнинген-Дагсбург-Харденбург (* 10 март 1648; † 13 април 1724 в Августенбург, Дания), дъщеря на граф Фридрих Емих фон Лайнинген-Дагсбург-Харденбург (1621 – 1698) и графиня Сибила фон Валдек-Вилдунген (1619 – 1678). Те имат три деца:
- Карл фон Алефелд (* 25 април 1670; † 7 септември 1722), граф на Алефелд-Риксинген-Лангеланд, женен за графиня Улрика Антоанета фон Данескиолд-Лаурвиг (1686 – 1755)
- Шарлота Сибила (* 31 август 1672; † 17 февруари 1726), омъжена на 12 януари 1696 г. в Хамбург за граф Георг Лудвиг фон Золмс-Рьоделхайм (1664 – 1716)
- София Амалия (* 12 юни 1675; † 24 февруари 1741), омъжена на 27 ноември 1694 г. в Хамбург за принц Фридрих Вилхелм фон Шлезвиг-Холщайн-Зондербург-Августенбург (1668 – 1714)